# Karitinden
La Karitinden és una muntanya situada a la serralada de Tafjordfjella dins el Parc Nacional de Reinheimen, a la frontera dels comtats de Møre og Romsdal i Oppland, a Noruega. La part superior de la muntanya és un encreuament entre tres municipis: Skjåk (al comtat d'Oppland), Norddal i Rauma (ambdós al comtat de Møre og Romsdal). El poble més proper és Tafjord situat a uns 17 quilòmetres al nord-oest. El llac Tordsvatnet es troba a 4 quilòmetres al sud-est de la muntanya i la muntanya es troba a 4 quilòmetres al nord-oest de la muntanya Puttegga.